# Кочнево (Челябинская область)
Кочнево — деревня в Уйском районе Челябинской области России. Входит в состав Ларинского сельского поселения.

## География
Деревня находится в западной части области, в лесостепной зоне, на берегах реки Ольховки (левый приток реки Уй), на расстоянии 15 километров по прямой к северо-западу от села Уйского, административного центра района. Абсолютная высота 347 метров над уровнем моря.
Часовой пояс
Деревня Кочнево, как и вся Челябинская область, находится в часовой зоне МСК+2. Смещение применяемого времени относительно UTC составляет +5:00.

## Население
| 2002 | 2010 |
| ---- | ---- |
| 318  | ↗325 |

Гендерный состав
По данным Всероссийской переписи населения 2010 года в гендерной структуре населения мужчины составляли 49,2 %, женщины — 50,8 %.
Национальный состав
Согласно результатам переписи 2002 года, в национальной структуре населения русские составляли 95 %.

## Улицы
Уличная сеть деревни состоит из четырёх улиц и двенадцати переулков.